# Borsodivánka
Borsodivánka je vas na Madžarskem, ki upravno spada pod podregijo Mezőkövesdi Županije Borsod-Abaúj-Zemplén.